# فقد التوازن العضلي
يمكن وصف فقد التوازن العضلي بأنه فقدان التكافؤ بين العضلات المناهضة والناهضة، فهذا التوازن ضروري لحركة العضلات وأدوارها الطبيعية. يمكن أيضًا تفسير الخلل العضلي في سياق يكون فيه الأداء العضلي شاذًا عن وظيفة العضلات الفسيولوجية الطبيعية.
يجسد توازن العضلات الفعل المنسق الذي تعمل فيه العضلات التي تحيط بالمفصل مع قوة مقاومة طبيعية للحفاظ على العظام المرتبطة بالمفصل في تمركزها، ومن ثم تحقيق حركة الإنسان. عادة ما تغدو العضلات فاقدةً التوازن بسبب تكيفها أو اختلال وظيفتها، إذ يمكن تصنيفها على أنها وظيفية أو مرضية.

## الأعراض
عادة ما تتمثل الأعراض الكلاسيكية لفقد التوازن العضلي في الألم المصاحب للمفصل المصاب. قد تختلف الأعراض اعتمادًا على مرحلة فقد التوازن العضلي، وظيفيًا كان أو مرضيًا، لكنها عادةً ما تظهر تلفًا صغيرًا في الأنسجة أو آفات مصحوبةً بتغير في أنماط حركة العضلات. قد تحدث الأعراض بعد الإصابة أو الجراحة، حيث يُترك المفصل المصاب في مرحلة التعافي دون علاج ما يسبب توترًا أو تقييدًا لمرونة المحركات الرئيسية وقوتها.

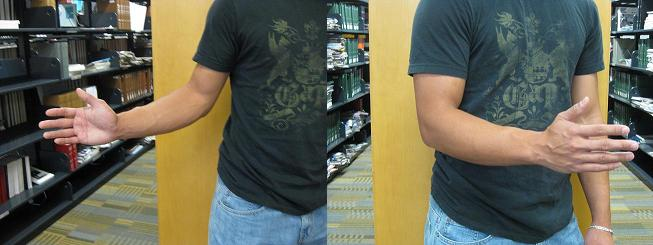
تُظهر الصورة مثالًا على الحركة المتكررة التي قد تسبب مرفق لاعب التنس.

### مرفق لاعبي التنس
يُعد مرفق لاعبي التنس أكثر مشكلات المرفق شيوعًا بين الرياضيين، ويرتبط ارتباطًا وثيقًا بلاعبي التنس المحترفين، إذ تصيب منشأ باسطة المعصم المشتركة، ولا سيما منشأ باسطة الرسغ الكعبرية القصيرة. تشمل أسباب مرفق التنس أي نشاط، أي دون اقتصار الحالة على رياضة التنس، إذ قد يتسبب الاستخدام المتكرر لعضلات الساعد الباسطة في حدوث التهاب حاد أو مزمن في الأوتار نتيجة الإقحام المتوتر لهذه العضلات عند اللقيمة الجانبية للمرفق. إن مرفق التنس يُعد الأكثر شيوعًا بين الرسامين والسباكين والنجارين. أظهرت المزيد من الدراسات أن عمال السيارات والجزارين والطهاة يصابون أيضًا بمرفق التنس أكثر من بقية السكان.

### كسل العين
قد ينتج كسل العين، وخاصة الحول، عن التنسيق بين عضلات العين، ما يمنع الشخص من توجيه كلتا العينين في انسجام تام نحو نقطة التثبيت نفسها. عادةً ما يتمثل السبب الرئيسي للحول في فقد التوازن العضلي في العضلات الستة المحيطة التي تسمح للعينين بالتركيز على الشيء نفسه، ونتيجة اختلاف قدرة التركيز بين العينين، تُرسل صور مختلفة إلى الدماغ، ما يؤدي إلى إرباكه، ومن ثم تجاهله الصورة القادمة من العين الأضعف التي ستصاب بنوع من فقدان الرؤية يسمى الغمش إذا تركت دون علاج. تشمل الأعراض الأخرى للحول ضعف الرؤية، وازدواجها، والصداع، ووهن البصر، وإرهاق العين.

### الجنف
يُعد الجنف حالةً طبيةً يتسم العمود الفقري فيها بعدة منحنيات غير منتظمة تقع بين الرقبة والحوض. عادة ما تشمل أعراض الجنف البسيط الوضعية غير الطبيعية، وآلام الظهر، ووخز الساقين أو اخدرارها، وفي الحالات الأسوأ قد تظهر مشكلات تنفسية، والشعور بالتعب، والتشوهات الدائمة، ومشكلات قلبية في حالات نادرة.